# Bédière

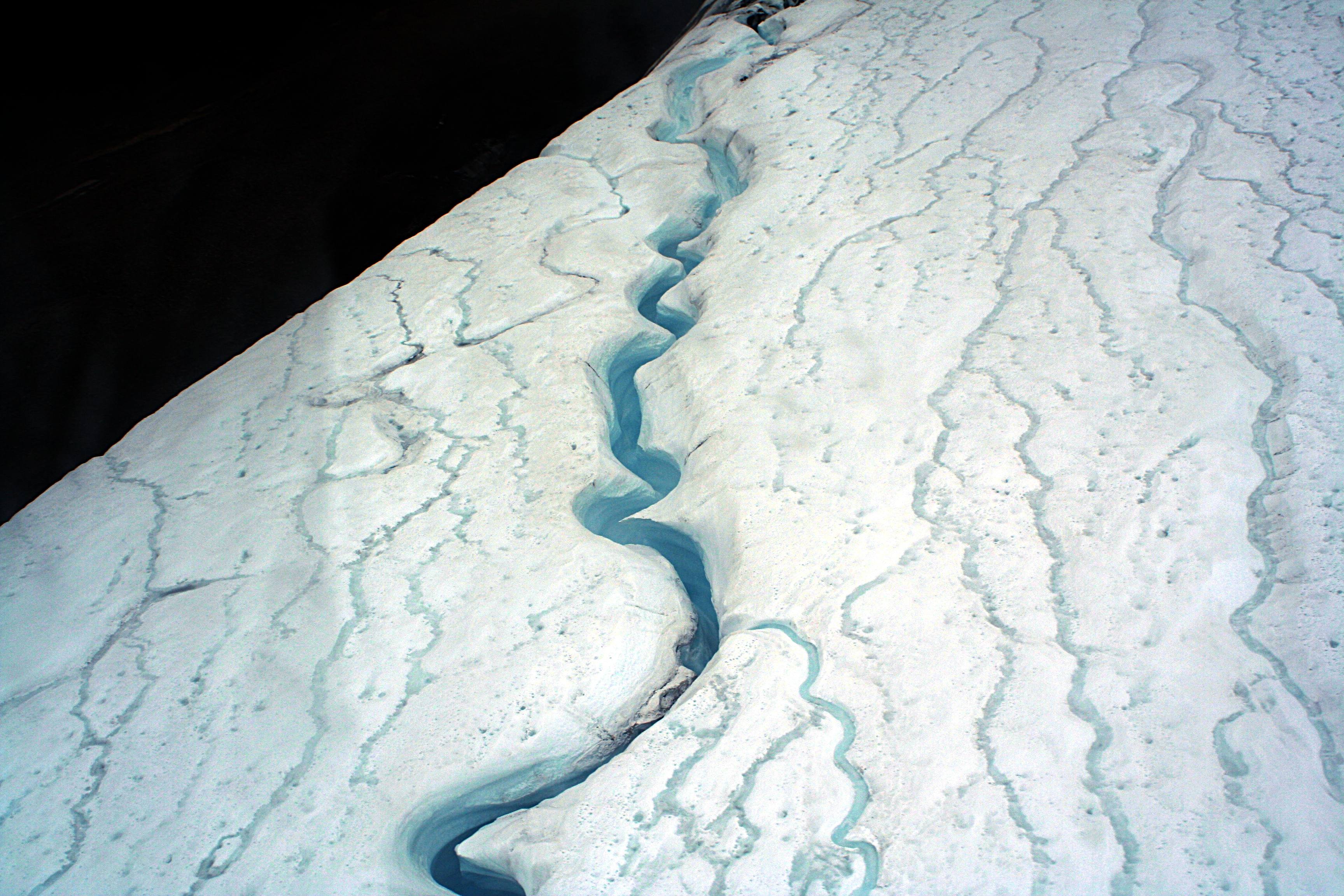
Vista aérea de una bédière en la superficie de un glaciar en Groenlandia

Un bédière (un galicismo empleado en glaciología) es un torrente que atraviesa la superficie de un glaciar y que es alimentado por el agua de deshielo y/o la lluvia.
Los bédières pueden dar lugar a arroyos de montaña cuando llegan al frente glaciar o puede precipitarse en un molino glaciar y alcanzar en el interior del glaciar. El flujo de los bédières es muy variable, y van desde un simple chorrito de agua hasta arroyos del tamaño de un verdadero río.
Se encuentran en todos los tipos de glaciares, pero los más grandes se dan en los inlandsis y los campos de hielo.
El término proviene del latín bediara, que deriva asimismo de la palabra gala bedo, que significa «canal».